# Daily News (Tanzanie)
Pour les articles homonymes, voir Daily News.
Le Daily News est un quotidien anglophone tanzanien appartenant au gouvernement de la Tanzanie.
Il a été fondé dans les années 1930 sous le nom de Tanganyika Standards, publié par le groupe Lonrho. Lorsque le gouvernement du Tanganyika en a pris le contrôle, il a été renommé en Daily News, son éditeur conservant le nom  « Standard » jusqu'à aujourd'hui : Tanzania Standard (Newspapers) Limited.
Sa version en kiswahili, le HabariLeo, a été lancée en 2007. Elle est de format tabloïd, contrairement au Daily News, qui reste au grand format, comme le Sunday New.

## Éditions
Le Daily News est un quotidien anglophone, et le HabariLeo sa version en Kiswahili. Il existe aussi une édition publiée le dimanche, le Sunday News.